# Tryptyk z Jasienicy
Tryptyk z Jasienicy – retabulum ołtarzowe wykonane temperą na drewnie pochodzące z kościoła w Jasienicy, w kolekcji Muzeum Archidiecezjalnego w Katowicach.

## Historia
Jasienicki Tryptyk, powstały w ok. 1500 roku w Pradze, znajdował się w ołtarzu głównym nieistniejącego drewnianego kościoła w Jasienicy na Śląsku Cieszyńskim. Kościół rozebrano pod koniec XVIII w. Wówczas obraz przeniesiony został do murowanego kościoła pw. św. Jerzego. W 1900 roku tryptyk przekazano do Muzeum w Cieszynie. W latach 30. XX w. został przewieziony do Katowic przez Tadeusza Dobrowolskiego, gdzie był prezentowany w tworzonym Muzeum Śląskim (ówczesny nr inw. 563).
Podczas II wojny światowej Niemcy wywieźli obraz do Górnośląskiego Muzeum Krajowego w Bytomiu (niem. Oberschlesisches Landesmuseum). Po wojnie dzieło pozostawało w Muzeum Górnośląskim w Bytomiu. W 1980 roku tryptyk przekazany został katowickiej kurii diecezjalnej. Od 1983 roku tryptyk stanowi element kolekcji Muzeum Archidiecezjalnego w Katowicach. Od 2015 roku znajduje się w depozycie w Muzeum Śląskim, gdzie prezentowany jest na wystawie stałej w galerii sztuki sakralnej z terenu Górnego Śląska.
Tryptyk z Jasienicy poddawany był dwukrotnie renowacji, przed II wojną światową w pracowni St. i K. Pochwalskich w Krakowie oraz w latach 1998–1999 w krakowskiej ASP.
Od 10 stycznia 2004 roku w kościele parafialnym w Jasienicy znajduje się kopia obrazu wykonana przez malarza Zygmunta Stuchlika.

## Opis
Obraz malowany temperą na desce świerkowej. Prawie kwadratowa część środkowa przedstawia scenę mistycznych zaślubin św. Katarzyny Aleksandryjskiej z centralnie wyeksponowaną Maryją z Dzieciątkiem Jezus. Na prawo od Madonny św. Małgorzata. Święta trzyma księgę Ewangelii, na której siedzi smok (bazyliszek). Na lewym skrzydle tryptyku przedstawiona została św. Dorota z koszyczkiem z kwiatami, na prawym św. Barbara z wieżą. Przedstawione święte ubrane są w różnobarwne zdobne szaty. Na głowach mają korony ze sterczynami w kształcie koniczyn. Mają też nimby, oznaki świętości. Tło jest gładkie, srebrzone, ze złocistym laserunkiem.
Na zamkniętych skrzydłach znajduje się postać Chrystusa Boleściwego oraz Narzędzia Męki Pańskiej. Skrzydła były zamykane w okresie Adwentu i Wielkiego postu.